# První meta dobyta
První meta dobyta (v anglickém originále Stealing First Base) je 15. díl 21. řady (celkem 456.) amerického animovaného seriálu Simpsonovi. Scénář napsal John Frink a díl režíroval Steven Dean Moore. V USA měl premiéru dne 21. března 2010 na stanici Fox Broadcasting Company a v Česku byl poprvé vysílán 9. prosince 2010 na stanici Prima Cool.

## Děj
Bartova třída je sloučena s jinou, jelikož ve škole chybí paní učitelka Krabappelová. V přeplněné třídě je Bart nucen sedět vedle nové žákyně jménem Nikki. Zpočátku se nemají rádi, dokud Nikki neobdivuje Bartovy umělecké schopnosti. Bart hledá milostnou radu u Homera, který ho předá Abeovi. Dědeček Bartovi poradí, aby Nikki políbil. Jakmile to však Bart udělá, když spolu jezdí na skateboardech, Nikki znechuceně couvne. Rodiče Nikky – právníci – pohrozí, že školu zažalují, pokud nebude prohlášena za „prostředí bez náklonnosti“. Inspektor Chalmers uvede divadelní hru, v níž Willie hraje Nikki a Skinner Barta a jsou nuceni se políbit. Bart je z výsledku této zdánlivě nevinné akce zmatený a jeho zmatek se později ještě umocní, když se Nikki schová do jeho skříňky a znovu ho políbí. 
Mezitím se Líza stane populární, když dostane pětku z testu, ale vzápětí se opět stane neoblíbenou, když vyjde najevo, že jde jen o zmatky a že dostala jedničku. Líza se zlobí, že je opět ostrakizována za to, že je nadprůměrně úspěšná, a napíše o tom blog. Jejího příspěvku si všimne tajemná blogerka, z níž se vyklube první dáma Michelle Obamová, jež se zastaví na Springfieldské základní škole, aby pronesla projev o důležitosti akademického vzdělání, a doporučí žákům, aby se k Líze a dalším nadprůměrně úspěšným, jako jsou její kamarádi Martin Prince a Allison Taylorová, chovali hezky. 
Bart a Nikki tento projev sledují ze střechy a Bart se Nikki přizná, že nechápe její neustále se měnící nálady. Pohádají se a Bart zakopne a spadne ze střechy. Nikki řekne, že Barta miluje, ale když vidí, že Bart dýchá, chová se k němu opět špatně. Bart po chvíli dýchat přestane, ale školní zákaz „dotýkat se“ brání komukoli provádět resuscitaci. Nikki se zásadám vzepře a oživí Barta metodou dýchání z úst do úst, čímž spustí sestřih líbacích scén z různých filmů, z nichž v některých (např. Vetřelec 3) líbací scény ani nebyly. Když se Bart probudí, Nikkiina nálada se opět změní a Bart zůstává ve stavu naprostého zmatení nad ženským chováním. Řekne jí, že je mu jedno, co se mezi ním a ní stane, ale pak změní názor a vykřikne „Miluju tě!“ poté, co ho znovu políbí. 
V průběhu epizody se Nelson Muntz spřátelí s nevidomým chlapcem a učí ho, jak se smát neštěstí druhých. Nakonec slepý chlapec Nelsona obelstí a přesvědčí ho, že rána, kterou dostal po urážce Nelsona, mu vrátila zrak. Když Nelsonovi prozradí, že šlo o žert, a zasměje se jeho charakteristickému „chá chá“, je Nelson jeho úspěchem stejně ohromen jako dojat.

## Produkce
Scénář epizody napsal John Frink a režíroval ji Steven Dean Moore. V dílu hostuje Sarah Silvermanová jako Nikki a Angela Bassettová jako Michelle Obamová.
V září 2016 výkonný producent James L. Brooks řekl časopisu Variety, že štáb se „agresivně“ snažil získat hlas Obamové a obdržel odmítavý dopis se slovy „dobrý pokus“.

## Kulturní odkazy
Ve třídě Nikki ukáže Bartovi knihu o upírech, která vypadá jako kniha ze série Stmívání, na níž je napsáno Red Moon. Ve scéně, kdy Nikki provádí resuscitaci Barta, se promítají rekonstrukce líbacích scén z různých filmů a televizních pořadů. Tyto scény pocházejí z následujících děl: Odtud až na věčnost (1953), Jih proti severu (1939), Tichý muž (1952), Lady a Tramp (1955), Planeta opic (1968), Na zlatém rybníčku (1981), Duch (1990), Spider-Man (2002), Star Trek (2009), Kráska a zvíře (1987–1990), The Public Enemy (1931), VALL-I (2008), Vetřelec 3 (1992), Kmotr 2 (1974) a díl All in the Family (1971–1979), v němž hostoval Sammy Davis Jr. Sekvence a doprovodný hudební doprovod jsou poklonou filmu Bio Ráj (1988) režiséra Giuseppeho Tornatoreho s hudbou Ennia a Andrey Morriconeových. Kreslený film Itchy a Scratchy je parodií na film Koyaanisqatsi z roku 1982.

## Přijetí
V původním americkém vysílání sledovalo díl 5,69 milionu domácností a dle Nielsenu dosáhl ratingu 2,8/8 v kategorii 18–49. Epizoda se umístila na druhém místě ve svém vysílacím čase a byla druhým nejsledovanějším pořadem na stanici Fox té noci, hned po nové epizodě Griffinových.
Emily VanDerWerffová z The A.V. Clubu epizodu kritizovala a udělila jí známku C+, přičemž dějovou linii s obtěžováním označila za „nesmyslnou a hloupou“, ačkoli pochválila Nelsonovu podzápletku.
Jason Hughes z TV Squad však dějovou linii pochválil a napsal: „Tleskám seriálu za to, že se k takovému problému postavil s takovou intenzitou a zvládl ho s humorem a soucitem.“.
Robert Canning z IGN udělil dílu 8 bodů z 10 a uvedl, že „Nikki se ukázala jako zábavná a zapamatovatelná postava“ a že „ačkoli nás První meta dobyta nakrmila některými starými nápady, učinila tak se spoustou skvělých kousků… a několika velmi silnými hostujícími hlasy“.